# قاعدة العامرية الجوية
قاعدة العامرية الجوية أو (RAF El Amiriya) سابقاً كانت مطار عسكري سابق للقوات الجوية الملكية في مصر، تقع على بعد حوالي 16 كم جنوب غرب الإسكندرية؛ 180 كم شمال غرب القاهرة.
كانت العامرية مطارًا قبل الحرب العالمية الثانية، استخدم لأول مرة في 1917. وعند اندلاع الحرب العالمية الثانية، كان يُشار إلى المطار أيضًا بإحتوائه للمهابط الأرضية أرقام 85 - 99 و154 و171-175. حينها استخدمته القوات الجوية الملكية والقوات الجوية لجيش الولايات المتحدة خلال حملة شمال أفريقيا ضد قوات المحور.
كانت وحدات القوة الجوية التاسعة للقوات الجوية لجيش الولايات المتحدة التي استخدمت المطار هي:
- المجموعة 79 مقاتلات، من 19 نوفمبر 1942 إلى 14 يناير 1943، بطائرات بي-40 وارهوك [1]
- المجموعة 324 مقاتلات، من ديسمبر 1942 إلى 2 فبراير 1943، بطائرات بي-40 وارهوك

بعد الحرب، يبدو أن المطار قد أغلق حوالي عام 1946. حالياً أُخليت المنطقة مع وجود أجزاء خرسانية مختلفة من المطار لا تزال واضحة عند تصويرها من الجو.

## الإحداثيات البريطانية
- أرض هبوط رقم 85 30°47′0″N 29°51′5″E / 30.78333°N 29.85139°E
- أرض هبوط رقم 99 30°48′5″N 29°54′5″E / 30.80139°N 29.90139°E
- أرض هبو ط رقم 154 30°46′5″N 29°50′5″E / 30.76806°N 29.83472°E
- أرض هبوط رقم 171 30°56′0″N 29°31′0″E / 30.93333°N 29.51667°E
- أرض هبوط رقم 175 30°55′0″N 29°55′0″E / 30.91667°N 29.91667°E

### للاستزادة
- Watkins، Robert A. (2009). Insignia and Aircraft Markings of the U.S. Army Air Force In World War II. Atglen,PA: Shiffer Publishing, Ltd. ج. IV, European-African-Middle Eastern Theater of Operations. ص. 30–31. ISBN:978-0-7643-3401-6.